# Erline Nolte
Erline Nolte (* 19. Mai 1989 in Dortmund) ist eine deutsche Bobfahrerin.

## Karriere
Erline Nolte ist seit 2012 im Bobsport aktiv. Bereits 2014 wurde sie als Anschieberin von Miriam Wagner Junioren-Weltmeisterin. Bei der Bob-Europameisterschaft 2015 gewann sie mit Stefanie Szczurek die Bronzemedaille. Im Bob von Anja Schneiderheinze konnte die Dortmunderin 2016 die deutsche Meisterschaft gewinnen. Nolte gab ihr olympisches Debüt bei den Winterspielen 2018 in Pyeongchang, wo sie als Anschieberin von Anna Köhler agierte, sie erreichten den 13. Rang. Im Bob der Weltcup-Debütantin Laura Nolte – diese ist nicht mit ihr verwandt – vertrat sie Deborah Levi nach deren Verletzung in der Weltcup-Saison 2019/20.